# ألان نج
ألان نج (بالإنجليزية: Allan Ng)‏ هو شخصية أعمال سنغافوري، ولد في 1942.